# Grüntal
Grüntal è una frazione del comune tedesco di Sydower Fließ, nel Brandeburgo.

## Storia
Il centro abitato di Grüntal fu citato per la prima volta nel 1375. Il 27 settembre 1998 il comune di Grüntal fu fuso con il comune di Tempelfelde, formando il nuovo comune di Sydower Fließ.